# Баньоло-дель-Саленто
Баньоло-дель-Саленто (італ. Bagnolo del Salento, сиц. Bagnulu) — муніципалітет в Італії, у регіоні Апулія,  провінція Лечче.
Баньоло-дель-Саленто розташоване на відстані близько 530 км на схід від Рима, 170 км на південний схід від Барі, 28 км на південний схід від Лечче.
Населення — 1857 осіб (2014).

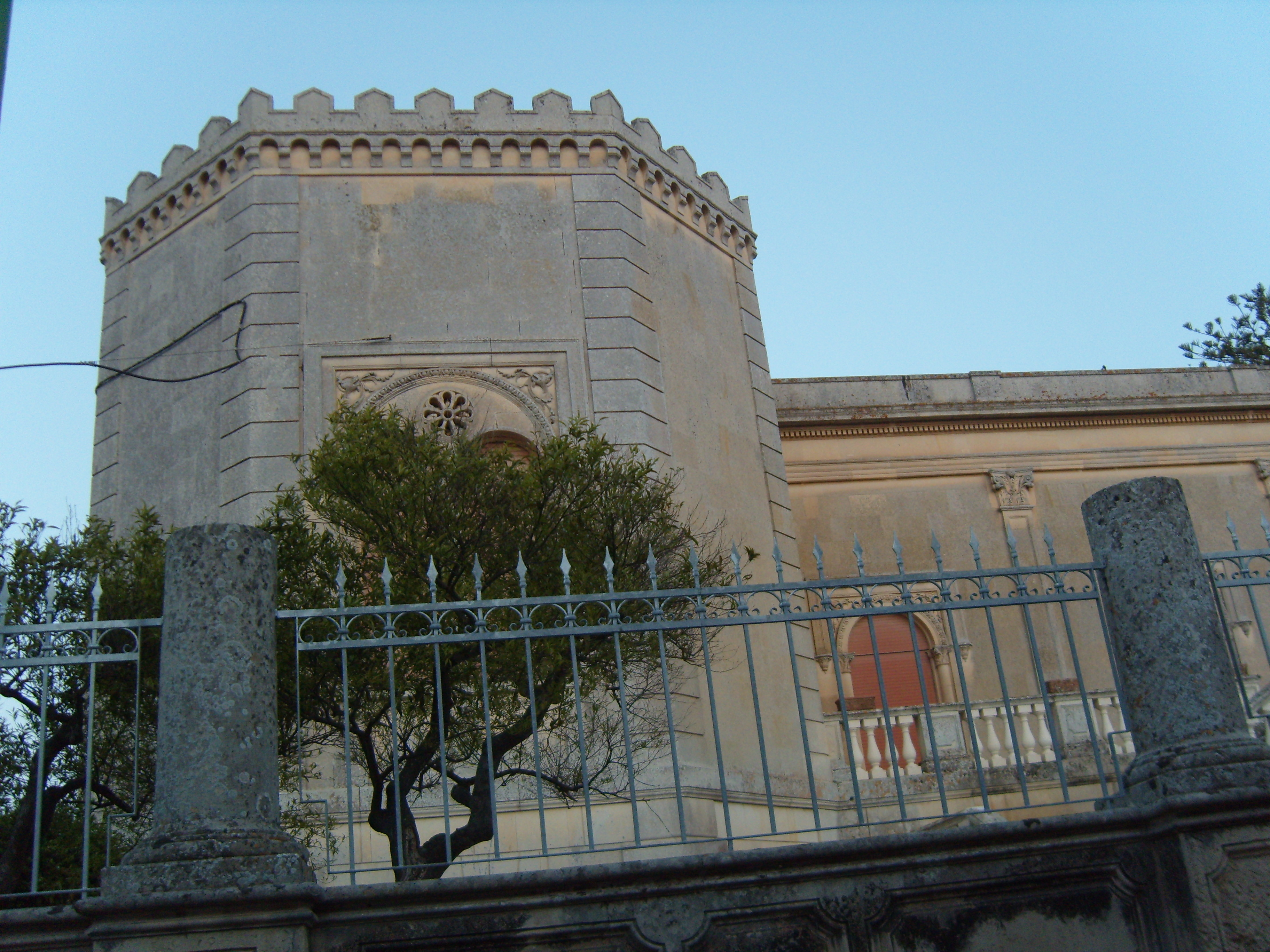

Щорічний фестиваль відбувається 7 квітня. Покровитель — святий Юрій.

## Демографія
Населення за роками:

Станом на 1 січня 2023 року в муніципалітеті офіційно проживав 21 іноземець з 9 країн, серед них 6 громадян країн Євросоюзу.

## Сусідні муніципалітети
- Канноле
- Кастриньяно-де'-Гречі
- Курсі
- Мальє
- Пальмаридж